# Jurij Ljapkin
Jurij Evgen'evič Ljapkin (in russo Ю́рий Евге́ньевич Ля́пкин?; Balašicha, 21 gennaio 1945) è un ex hockeista su ghiaccio sovietico, dal 1991 russo.

## Palmarès

### Olimpiadi invernali
- 1 medaglia[1]:
  - 1 oro (Innsbruck 1976)